# Alessandro Plotti
Alessandro Plotti (Bologna, 8 agosto 1932 – Roma, 19 ottobre 2015) è stato un arcivescovo cattolico italiano.

## Biografia
Nacque a Bologna, città capoluogo di provincia e sede arcivescovile, l'8 agosto 1932. Crebbe a Moltrasio, in provincia e diocesi di Como, luogo di origine della famiglia.

### Formazione e ministero sacerdotale
Dopo aver frequentato il liceo classico a Como, si iscrisse alla facoltà di lettere e filosofia dell'Università Cattolica del Sacro Cuore di Milano. Trasferitosi con la famiglia a Roma, nel 1955 entrò come alunno all'Almo collegio Capranica, e in seguito conseguì la laurea in teologia.
Il 25 luglio 1959 fu ordinato presbitero per la diocesi di Roma, nella chiesa di San Martino a Moltrasio, dal vescovo di Mantova Antonio Poma.
Dal 1959 al 1961 fu vicario parrocchiale nella parrocchia dei Santi Urbano e Lorenzo a Prima Porta, mentre dal 1961 al 1972 fu il primo assistente spirituale e docente di teologia presso la facoltà di medicina e chirurgia dell'Università Cattolica del Sacro Cuore. Nel 1972 fu nominato parroco della parrocchia di Santa Lucia, dove rimase fino alla nomina episcopale.

### Ministero episcopale
Il 23 dicembre 1980 papa Giovanni Paolo II lo nominò vescovo titolare di Vannida e ausiliare di Roma per il settore nord. Il 6 gennaio 1981 ricevette l'ordinazione episcopale, nella basilica di San Pietro in Vaticano, per imposizione delle mani dello stesso pontefice, co-consacranti l'arcivescovo Giovanni Canestri e il vescovo Belchior Joaquim da Silva Neto.
Dal 1983 al 2000 fu assistente generale e poi presidente dell'UNITALSI.
Il 7 giugno 1986 papa Giovanni Paolo II lo nominò arcivescovo metropolita di Pisa; succedette a Benvenuto Matteucci, dimessosi per raggiunti limiti di età. Il 17 giugno seguente prese possesso dell'arcidiocesi, mentre il 29 giugno ricevette il pallio dal papa.
Dal 2001 al 2006 fu presidente della Conferenza episcopale toscana mentre dal 2000 al 2005 fu vicepresidente per l'Italia centrale della Conferenza Episcopale Italiana.
Il 2 febbraio 2008 papa Benedetto XVI accolse la sua rinuncia, presentata per raggiunti limiti di età, al governo pastorale dell'arcidiocesi di Pisa; gli succedette Giovanni Paolo Benotto, fino ad allora vescovo di Tivoli. Rimase amministratore apostolico dell'arcidiocesi, da cui si congedò il 30 marzo, fino all'ingresso del successore, avvenuto il 6 aprile successivo.
Il 19 maggio 2012 fu nominato amministratore apostolico ad nutum Sanctae Sedis della diocesi di Trapani in seguito al sollevamento dall'incarico pastorale del vescovo Francesco Miccichè. Il 24 settembre 2013 annunciò la nomina del nuovo vescovo di Trapani, Pietro Maria Fragnelli, al quale affidò la diocesi il 3 novembre successivo.
Morì al policlinico Agostino Gemelli di Roma, all'età di 83 anni, il 19 ottobre 2015. Dopo le esequie, celebrate il 21 ottobre dall'arcivescovo Giovanni Paolo Benotto nella cattedrale di Pisa, fu sepolto nella tomba di famiglia al cimitero di Moltrasio. Il 6 settembre 2019 la salma fu traslata nella cripta della chiesa di San Martino a Moltrasio.

## Genealogia episcopale e successione apostolica
La genealogia episcopale è:
- Cardinale Scipione Rebiba
- Cardinale Giulio Antonio Santori
- Cardinale Girolamo Bernerio, O.P.
- Arcivescovo Galeazzo Sanvitale
- Cardinale Ludovico Ludovisi
- Cardinale Luigi Caetani
- Cardinale Ulderico Carpegna
- Cardinale Paluzzo Paluzzi Altieri degli Albertoni
- Papa Benedetto XIII
- Papa Benedetto XIV
- Papa Clemente XIII
- Cardinale Enrico Benedetto Stuart
- Papa Leone XII
- Cardinale Chiarissimo Falconieri Mellini
- Cardinale Camillo Di Pietro
- Cardinale Mieczysław Halka Ledóchowski
- Cardinale Jan Maurycy Paweł Puzyna de Kosielsko
- Arcivescovo Józef Bilczewski
- Arcivescovo Bolesław Twardowski
- Arcivescovo Eugeniusz Baziak
- Papa Giovanni Paolo II
- Arcivescovo Alessandro Plotti

La successione apostolica è:
- Arcivescovo Giovanni Paolo Benotto (2003)
- Vescovo Simone Giusti (2007)

## Opere
- Alessandro Plotti, Al servizio del malato. L'U.N.I.T.A.L.S.I. in prima linea, Casale Monferrato, PIEMME, 2000, ISBN 978-8838449871.